# Українка (Чугуївський район)
Украї́нка — село в Україні, у Вовчанській міській громаді Чугуївського району Харківської області. Населення становить 61 осіб. До 2020 орган місцевого самоврядування — Рубіжненська сільська рада.

## Географія
Село Українка знаходиться на березі Балки Куп'євахи, яка через 2 км впадає в річку Велика Бабка. Село витягнуто вздовж річки на 3 км, на відстані 3 км розташовані села Перемога (Харківський район), Федорівка, Замулівка, Байрак. Біля села садові ділянки.

## Історія
1912 рік — засноване як село Куп'єваха.
1948 рік — перейменоване в село Українка.
12 червня 2020 року, відповідно до Розпорядження Кабінету Міністрів України  № 725-р «Про визначення адміністративних центрів та затвердження територій територіальних громад Харківської області», увійшло до складу Вовчанської міської громади.
19 липня 2020 року, в результаті адміністративно-територіальної реформи та ліквідації Вовчанського району, село увійшло до складу Чугуївського району.

## Населення

### Мова
Розподіл населення за рідною мовою за даними перепису 2001 року:
| Мова       | Відсоток |
| ---------- | -------- |
| українська | 91,8%    |
| російська  | 8,2%     |

## Економіка
- В селі є молочно-товарна ферма.

## Люди
Євген Вікторович Храпко (1984—2022) — український бойовий медик, інструктор з тактичної медицини, інструктор Європейської ради ресусцитації, працював над створенням спеціалізованого навчального центру тактичної медицини в Десні (Київ, Україна). Нагороджений орденом «За мужність» III ступеня (посмертно). Загинув 11 червня 2022 поблизу Українки — російські солдати обстріляли та підірвали автомобіль «швидкої», в якому Євген їхав на евакуацію поранених на самий «нуль».